# Keisha Buchanan
Keisha Buchanan, pseudonimo di Keisha Kerreece Fayeanne Brown (Londra, 30 settembre 1984), è una cantautrice britannica.

## Biografia
Nasce a Westminster, Londra, il 30 settembre del 1984 da genitori giamaicani.

## Carriera

### 1998-2009: Sugababes
Nel 1998 all'età di 14 anni, forma insieme alle coetanee Mutya Buena e Siobhán Donaghy il gruppo delle Sugababes. Il nome del gruppo deriva dal soprannome Sugar Baby che i compagni di scuola davano a Keisha.
Nel 2000 il gruppo esordisce nel mondo della musica con l'album One Touch che ottiene un discreto successo in patria. Ma il vero e proprio successo commerciale arriva con la seconda formazione della band (composta da Keisha, Mutya Buena e la nuova Heidi Range) e l'album Angels with Dirty Faces che trainato da hit come Freak like Me e Round Round fa conoscere il gruppo anche al di fuori del Regno Unito.
Con la band Keisha pubblica un totale di 6 studio album e 1 raccolta, ed è l'ultimo membro fondatore a lasciare le Sugababes. Infatti dopo la dipartita della Donaghy (sostituita dalla Range nel 2001) e quella della Buena (sostituita da Amelle Berrabah nel 2005), il 21 settembre 2009 Keisha lascia le Sugababes a causa di contrasti con le colleghe Range e Berrabah. Dopo la sua uscita dal gruppo viene sostituita da Jade Ewen e nelle Sugababes non rimane nessun componente del gruppo originale.
In seguito all'abbandono del gruppo, Keisha Buchanan esprime l'intenzione di dedicarsi a una carriera da solista.

### Dal 2011 in poi: Mutya Keisha Siobhan
Nel 2011 iniziano a circolare notizie sull'intenzione delle tre fondatrici delle Sugababes di riformare il gruppo. Nel 2012 Keisha Buchanan, Mutya Buena e Siobhan Donaghy firmano un contratto discografico con la Polydor Records e formano il gruppo "Mutya Keisha Siobhan".
Nel 2013 la band distribuisce il primo singolo dal titolo Flatline.

## Discografia con le Sugababes

### Album
- 2000 - One Touch
- 2002 - Angels with Dirty Faces
- 2003 - Three
- 2005 - Taller in More Ways
- 2006 - Overloaded: The Singles Collection
- 2007 - Change
- 2008 - Catfights and Spotlights

### Singoli
- 2000 - Overload
- 2000 - New Year
- 2001 - Run for Cover
- 2001 - Soul Sound
- 2002 - Freak like Me
- 2002 - Round Round
- 2002 - Stronger / Angels with Dirty Faces
- 2003 - Shape
- 2003 - Hole in the Head
- 2003 - Too Lost in You
- 2004 - In the Middle
- 2004 - Caught in a Moment
- 2005 - Push the Button
- 2005 - Ugly
- 2006 - Red Dress
- 2006 - Follow Me Home
- 2006 - Easy
- 2007 - Walk This Way (Sugababes feat. Girls Aloud)
- 2007 - About You Now
- 2007 - Change
- 2008 - Denial
- 2008 - Girls
- 2009 - No Can Do
- 2009 - Get Sexy

## Discografia con Mutya Keisha Siobhan

### Singoli
- 2013 - Flatline